# مثنوی

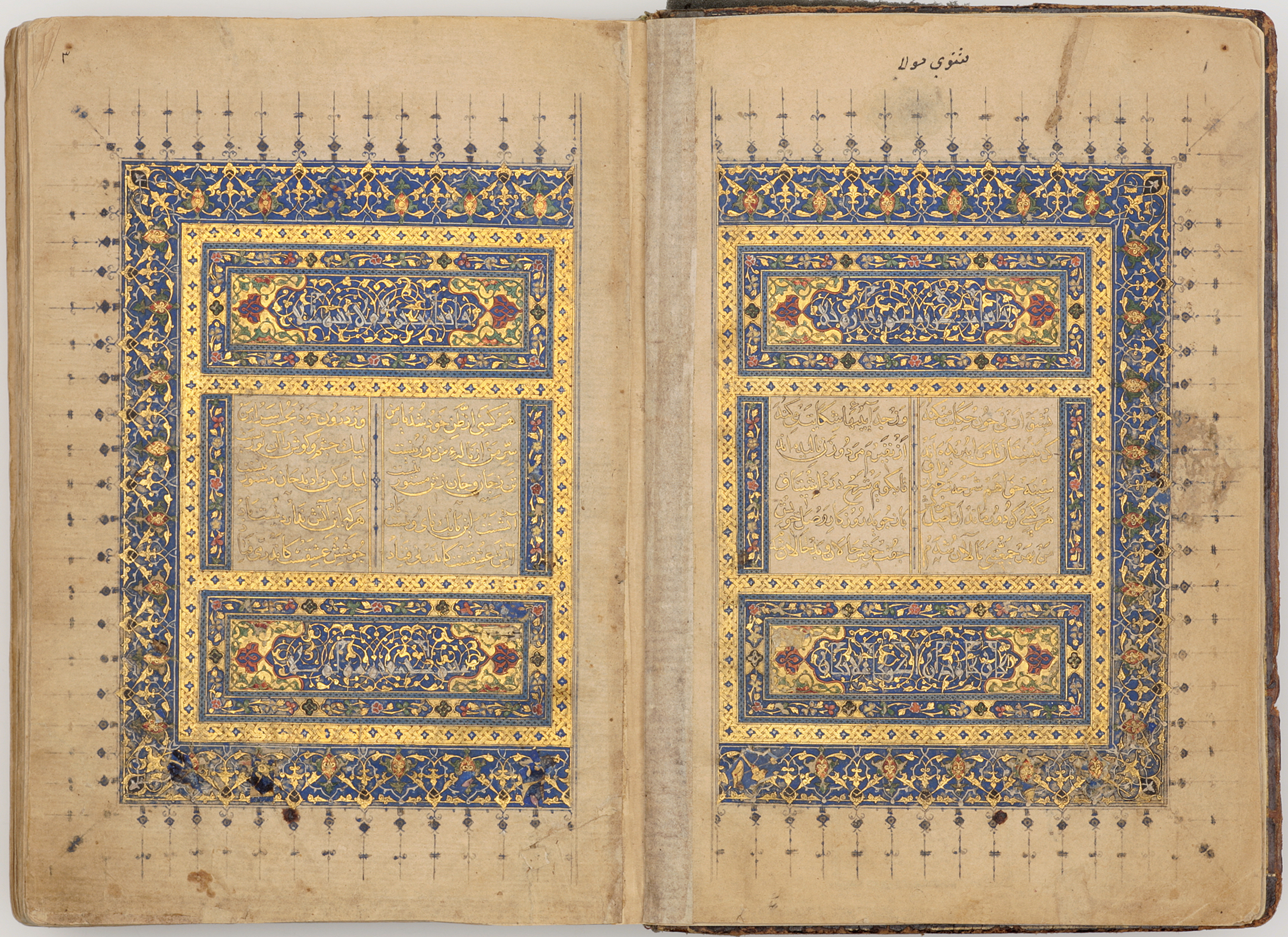
مثنوی مولانا

مثنوی قالبی از شعر است که دارای ابیات زیادی بوده و برای سرودن داستان‌ها و مطالب طولانی کاربرد دارد. در این قالب هر بیت دارای قافیه‌ای جداگانه است و به همین دلیل به آن مثنوی (دو تا دو تا) گفته می‌شود. شعر در قالب مثنوی به زبان‌های فارسی، اردو، کردی، زبان‌های ترکی و عربی سروده می‌شود. معمولاً از بزرگترین سروده‌های ادبیات پارسی که در قالب مثنوی سروده شده‌اند، شاهنامه‌ی فردوسی است. کلیله و دمنه رودکی و آفرین نامه ابوشکور بلخی نیز از اولین نمونه‌های مثنوی است. از جمله دیگر سرایندگانی که از این قالب استفاده کرده‌اند می‌توان از مولوی یاد کرد که مطالب عرفانی و حماسی خود را در قالب مثنوی سروده‌است. نظامی، سعدی، عطار و جامی نیز از دیگر شاعران بزرگ این قالب‌اند.

## ساختار و نحوه قرارگیری قافیه در مثنوی
هر دو مصرعِ یک بیت در قالب مثنوی هم قافیه هستند، و هر مصرع معمولاً از ۱۳ هجا تشکیل شده‌است.  تعداد ابیات مثنوی می‌تواند متنوع باشد ولی نمونه‌های معروف این قالب شعری بین ۲۰۰۰ تا ۵۰۰۰ بیت هستند. تحقیقات نوین نشان می‌دهد که این قالب شعری از یک قالب شعر فارسی نشئت گرفته‌است نه از قالب عربی مثنوی.

## اوزان شعری
شعر در قالب مثنوی در اوزان متنوعی در زبان فارسی سروده شده‌است که از متداول‌ترین آن‌ها می‌توان به «فعولن، فعولن، فعولن، فَعَل»، «مفاعیلن، مفاعیلن، مفاعیل» و «فاعلاتن، مفاعلن، فعلن» اشاره کرد. در ادامه اوزان مثنوی شعرای نامدار مثنوی‌سرا بررسی شده‌است.

### نظامی
مثنوی‌های شرفنامه و اقبال‌نامه بر وزن «فعولن، فعولن، فعول»، مخزن الاسرار بر وزن «مفتعلن، مفتعلن، مفتعل»، خسرو و شیرین بر وزن «مفاعیلن، مفاعیلن، مفاعیل»، هفت پیکر بر وزن «فاعلاتن، مفاعلن، فعلن» و لیلی و مجنون بر وزن «مفعولُ مفاعلن مفاعیل» سروده شده است.

### فردوسی
شاهنامه فردوسی دارای وزن عروضی «فعولن، فعولن، فعولن، فَعَل» و در بحر تقارب است.

### سعدی
بوستان سعدی در بحر متقارب مثمن محذوف «فعولن فعولن فعولن فعل» و در قالب مثنوی سروده شده‌است.

### مولوی
مثنوی مولانا جلال الدّین مولوی دارای وزن کوتاه «فاعلاتن، فاعلاتن، فاعلن» است.

### سنایی
مثنوی‌های حکیم سنایی غزنوی همچون عقل نامه، سنائی آباد، طریق التّحقیق، کارنامه بلخ، سیر العباد الی المعاد دارای اوزان کوتاه عروضی است و دارای وزن «فاعلاتن، مفاعلن، فعلن» است.

### عطار نیشابوری
مثنوی‌های عرفانی شیخ فریدالدّین عطّار نیشابوری نیز دارای اوزان کوتاه عروضی است. منطق‌الطیّر و مصیبت‌نامه و لسان‌الغیب و مظهرالعجایب و مظهر الاسرار او هموزن‌اند و از وزن «فاعلاتن فاعلاتن فاعلات» استفاده می‌کنند و الهی‌نامه و اسرارنامه، بر وزن «مفاعیلن، مفاعیلن، مفاعیل» سروده شده‌است.

### خواجوی کرمانی
مثنوی گل و نوروز خواجوی کرمانی بر وزن «مفاعیلن، مفاعیلن، مفاعیل» است و مثنوی همای و همایون او بر وزن «فعولن، فعولن، فعولن، فعول» می‌باشد.

### جامی
هر اورنگ در هفت اورنگ دارای وزنی از اوزان کوتاه عروضی است. اورنگ سوّم (تحفة الاحرار) با مخزن الاسرار حکیم نظامی هموزن است و اورنگ هفتم (خردنامه اسکندری) نیز هموزن شرفنامه و اقبال‌نامه حکیم نظامی است. اورنگ یکم (سلسلة الذّهب) و دفتر دوّم و سوّم آن به وزن «فاعلاتن مفاعلن فعلان»، اورنگ دوّم (سلامان) در وزن «فاعلاتن فاعلاتن فاعلات»، اورنگ چهارم (سبحة الابرار) بر وزن «فاعلاتن، فعلاتن، فعلات»، اورنگ پنجم (یوسف و زلیخا) بر وزن «مفاعیلن مفاعیلن مفاعیل» و اورنگ ششم آن «لیلی و مجنون» بر وزن «مفعولُ مفاعلن مفاعیل» سرود شده‌است.

### خاقانی شروانی
خاقانی مثنوی تحفة العراقین خود را بر وزن لیلی و مجنون حکیم نظامی یعنی بر وزن «مفعولُ مفاعلن مفاعیل» سروده‌است.

### وحشی بافقی
مثنوی ناظر و منظورِ وحشی بافقی در وزن «مفاعیلن، مفاعیلن، مفاعیل» است. مثنوی شیرین و فرهاد در وزن «مفاعیلن مفاعیلن فعولن» سروده شده‌است و هم چنین مثنوی خلد برین بر وزن «مفتعلن مفتعلن فاعلن» سروده شده‌است.

### بیدل دهلوی
چهار مثنوی بلند و عرفانی بیدل دهلوی دارای اوزان کوتاه عروضی‌اند. عرفان، بر وزن «فعلاتن، مفاعلن، فعلن»، طلسم حیرت، بر وزن «مفاعیلن، مفاعیلن، فعولن»، و طور معرفت، و محیط اعظم بر وزن «مفاعیلن، مفاعیلن، فعولن» سروده شده‌است.

## نمونه‌هایی از مثنوی
از فردوسی با مطلع:
| به نام خداوندِ جان و خِرد    |  | کزین برترْ اندیشه بر نگْذرد |
| خداوندِ نام و خداوندِ جای    |  | خداوندِ روزی دِه و رَهنُمای   |
| خداوندِ کیوان و گردانْ سپهر  |  | فروزندهٔ ماه و ناهید و مهر |
| ز نام و نشان و گَمان برترست |  | نگارنده برشدهٔ گوهرست      |

از ابوشکور بلخی با مطلع:
| بدان کوش تا زود دانا شوی      |  | چو دانا شوی زود والا شوی       |
| نه داناتر آن کس که والاتر است |  | که والا تر آن کس که داناتر است |
| نبینی ز شاهان ابرتخت و گاه    |  | ز دانندگان بازجوید راه؟        |

از اسدی توسی با مطلع:
| ستیز آوری کار اهریمن است      |  | ستیزه به پرخاش آبستن است      |
| همیشه در نیک و بد هست باز     |  | تو سوی در بهتری شو فراز       |
| چه رفتن ز پیمان چه گشتن ز دین |  | که زین هردو به ز آسمان و زمین |
| چو یار گنه کار باشی به بد     |  | به جای وی ار تو بپیچی سزد     |

از زنبق سلیمان‌نژاد با مطلع: 
| ای که سلامم به سلامت سلیم |  | ای که مقامم به مقامت مقیم |
| ای که بهارم به بهارت بهیر |  | ای که خمارم به خمارت خمیر |
| ای که خزانم به خزانت خزید |  | ای که روانم به روانت روید |
| ای که جهانم به جهانت جهید |  | ای که سعادم به سعادت سعید |
| ای که مهارم به مهارت مهیر |  | ای که شعارم به شعارت شعیر |
| ای که کسالم به کسالت کسیل |  | ای که خیالم به خیالت خلیل |
| ای که جمالم به جمالت جمیل |  | ای که ملالم به ملالت ملیل |

## شاعران سرشناس قالب مثنوی
- نظامی
- مولانا
- عطار
- فردوسی
- سعدی
- پروین اعتصامی
- احمد عزیزی
- سنایی
- محمد علی معلم دامغانی